# بوعمرو تغوان
بوعمر تغوان وزير التجهيز في حكومة عبد الرحمن اليوسفي الأولى والثانية، رئيس جماعة الرماني (ضاحية الرباط)، ورئيس مجلس الرباط سلا زمور زعير.
التحق تغوان بحزب الاستقلال سنة 1981. أثناء المفاوضات لتشكيل حكومة عبد الرحمن اليوسفي، اقترح حزب الاستقلال تعيين محمد الوفا في منصب وزير الأشغال العمومية، لكن الملك الحسن الثاني اعترض على ترشيح محمد الوفا لهذا المنصب، لأن هذا الأخير لم يكن مهندسا، ولم يجدوا غير بوعمر تغوان الذي كان حينها إطارا بوزارة التجهيز.
من بين القرارات التي اتخذها تغوان عند توليه لهذا المنصب، قيامه باستبعاد ثلاثة مدراء: كريم غلاب مدير الطرق و محمد حلاب مدير الموانئ و العربي بن الشيخ مدير استغلال الموانئ، هوجم على إثرها بوعمر تغوان وانتقد على هذه الخطوات.